# Thomas Gergen
Thomas Gergen (* 10. Januar 1971 in Saarlouis) ist ein deutscher Rechtswissenschaftler. Er ist Professor sowie Leiter des Schwerpunktbereiches Geistiges Eigentum und immaterielle Wirtschaftsgüter an der European University for Economics & Management sowie an der ISEC HdW Hochschule der Wirtschaft in Luxemburg.

## Leben und Wirken
Gergen studierte deutsches und französisches Recht sowie Romanistik und Geschichte in Saarbrücken, Poitiers, Barcelona, Salamanca, Lissabon und Durham. In Saarbrücken wurde er zum Dr. phil. (Spanische Philologie, Romanische Sprachwissenschaft, Geschichte) sowie zum Dr. iur. promoviert. Ebenda habilitierte er sich mit einer Schrift zur Nachdruckprivilegienpraxis Württembergs im 19. Jahrhundert und erhielt die Venia Legendi für die Fächer Deutsche und europäische Rechtsgeschichte, Bürgerliches Recht, Urheberrecht, Rechtsvergleichung sowie Kirchenrecht.
Vom Sommersemester 2002 bis zum Wintersemester 2006/07 war Gergen wissenschaftlicher Mitarbeiter am Lehrstuhl für Deutsche Rechtsgeschichte und Bürgerliches Recht von Elmar Wadle an der Universität des Saarlandes. Ab Herbst 2006 war er Lehrstuhlvertreter an der Leibniz Universität Hannover (Lehrstuhl für Bürgerliches Recht, Internationales Privatrecht, Rechtsvergleichung und anwaltliche Berufspraxis). Im Sommersemester 2008 vertrat er Peter Oestmann (Institut für Rechtsgeschichte – Germanistische und Kanonistische Abteilung) an der Westfälischen Wilhelms-Universität Münster.
Von 2010 bis 2013 hatte Gergen eine Professur für Zivilrecht, Rechtsgeschichte, Internationales Privatrecht und Rechtsvergleichung sowie Urheberrecht an der Universität des Saarlandes. Er ist seither Lehrbeauftragter am Distance and Independent Studies Center (DISC) der TU Kaiserslautern für das Master-Fernstudium „Wirtschaftsrecht für die Unternehmenspraxis“ und ist als Rechtsgutachter für Gerichte, Notariate und Wirtschaftsunternehmen mit dem Schwerpunkt auf ausländischem Privatrecht tätig.
2013 wurde er zum Professor an die European University for Economics & Management (eufom) in Luxemburg berufen für Internationales und vergleichendes Zivil- und Wirtschaftsrecht mit Immaterialgüterrecht/Recht des Geistigen Eigentums. Seit 2014 ist Gergen Leiter des Forschungsschwerpunkts für Immaterielle Wirtschaftsgüter und Geistiges Eigentum an der European University for Economics & Management in Luxemburg sowie später an der privaten staatlich anerkannten ISEC HdW Hochschule der Wirtschaft. 2017 wurde die eufom von der ISEC übernommen.
Gergen gehört der Zivilrechtslehrervereinigung, der Vereinigung für Verfassungsgeschichte, der Kommission für Saarländische Landesgeschichte sowie dem Deutschen Romanistenverband an. Außerdem ist er Mitarbeiter der DFG-Forschungsstelle Geistiges Eigentum in Saarbrücken und wissenschaftlicher Beirat der rechtshistorischen Zeitschrift Journal on European History of Law. Er ist beim Landgericht Saarbrücken als Rechtsberater für französisches Recht zugelassen.

## Veröffentlichungen (Auswahl)
Gergen ist Autor und Beirat bei Zeitschriften wie Zeitschrift für Erb- und Steuerrechtspraxis (Zerb), Archiv für Urheber- und Medienrecht (UFITA) und Medien und Recht. Zudem arbeitet er am Münchener Kommentar zum BGB mit.
- Die Ehe in der Antike. Eine historische Rechtsvergleichung zu Ehe- und Ehegüterrecht bei den Ägyptern, Griechen und Römern. Tectum-Verlag, Marburg 1995. ISBN 3-89608-656-1.
- Die Verwertungsgesellschaft VG WORT. Genese und neue Herausforderungen. In: Journal on European History of Law, London: STS Science Centre, Vol. 1, No. 2, pp. 14–19, ISSN 2042-6402.
- La fusión de las sociedades mercantiles y la transmisión de los bienes muebles en el Derecho comparado y en el Derecho Internacional privado. Tectum-Verlag, Marburg 1995. ISBN 3-89608-657-X.
- Droit administratif en France. Dissertation et commentaire d'arrêt en droit administratif, droit fiscal et en droit communautaire européen. Tectum-Verlag, Marburg 1996. ISBN 3-89608-658-8.
- Sprachen-Regionalismus in Europa. Katalanisch und Galicisch als Amts- und Landessprachen spanischer comunidades autonomas. Tectum-Verlag, Marburg 1996. ISBN 3-89608-806-8.
- Geschichte und neueste Tendenzen der katalanischen Amts- und Landessprachenpolitik. Tectum-Verlag, Marburg 1997. ISBN 3-89608-870-X.
- Katalanische Sprachenpolitik 1997/98. Tectum-Verlag, Marburg 1999. ISBN 3-8288-0562-0.
- Sprachengesetzgebung in Katalonien. Niemeyer, Tübingen 2000. ISBN 3-484-52302-6.
- Pratique juridique de la paix et trêve de Dieu à partir du Concile de Charroux. Lang, Frankfurt am Main 2004. ISBN 3-631-52265-7.
- (Hrsg.): Vielfalt und Einheit in der Rechtsgeschichte. Festgabe für Elmar Wadle zum 65. Geburtstag. Heymann, Köln, Berlin, München 2004. ISBN 3-452-25711-8.
- Die Nachdruckprivilegienpraxis Württembergs im 19. Jahrhundert und ihre Bedeutung für das Urheberrecht im Deutschen Bund. Duncker & Humblot, Berlin 2007. ISBN 978-3-428-12519-7.